# Hedwig von Goetzen
Hedwig Elisabeth von Goetzen (* 27. November 1893 in Mannheim als Hedwig (Elisabeth) Bensheim; † 31. Juli 1976 in Rostock) war eine deutsche Ärztin jüdischer Abstammung. Sie war die erste in Rostock tätige Ärztin.

## Leben
Hedwig von Goetzen, die man vor allem unter ihrem Ehenamen kennt, wurde als Kind christlich getauft. Sie studierte Medizin und wurde 1917 zum Doktor der Medizin promoviert.
Im Januar 1918 heiratete sie den Arzt Curt von Goetzen, mit dem sie von Mannheim nach Rostock übersiedelte, wo beide in einer Privatpraxis für Geburtshilfe und Frauenleiden arbeiteten. Hedwig von Goetzen war die erste in Rostock tätige Ärztin. Als ihr Mann den Vorsitz der Rostocker Volkshochschule übernahm, gründete Hedwig von Goetzen eine eigene Privatklinik für Geburtshilfe, die sich schon kurz darauf zu einer gefragten Institution entwickelt hatte. Hedwig von Goetzen gab daneben Unterricht in der Fröbelschen Kinderpflegerinnenschule. Diese war 1910 von Marie Bloch in der Paulstraße gegründet worden.

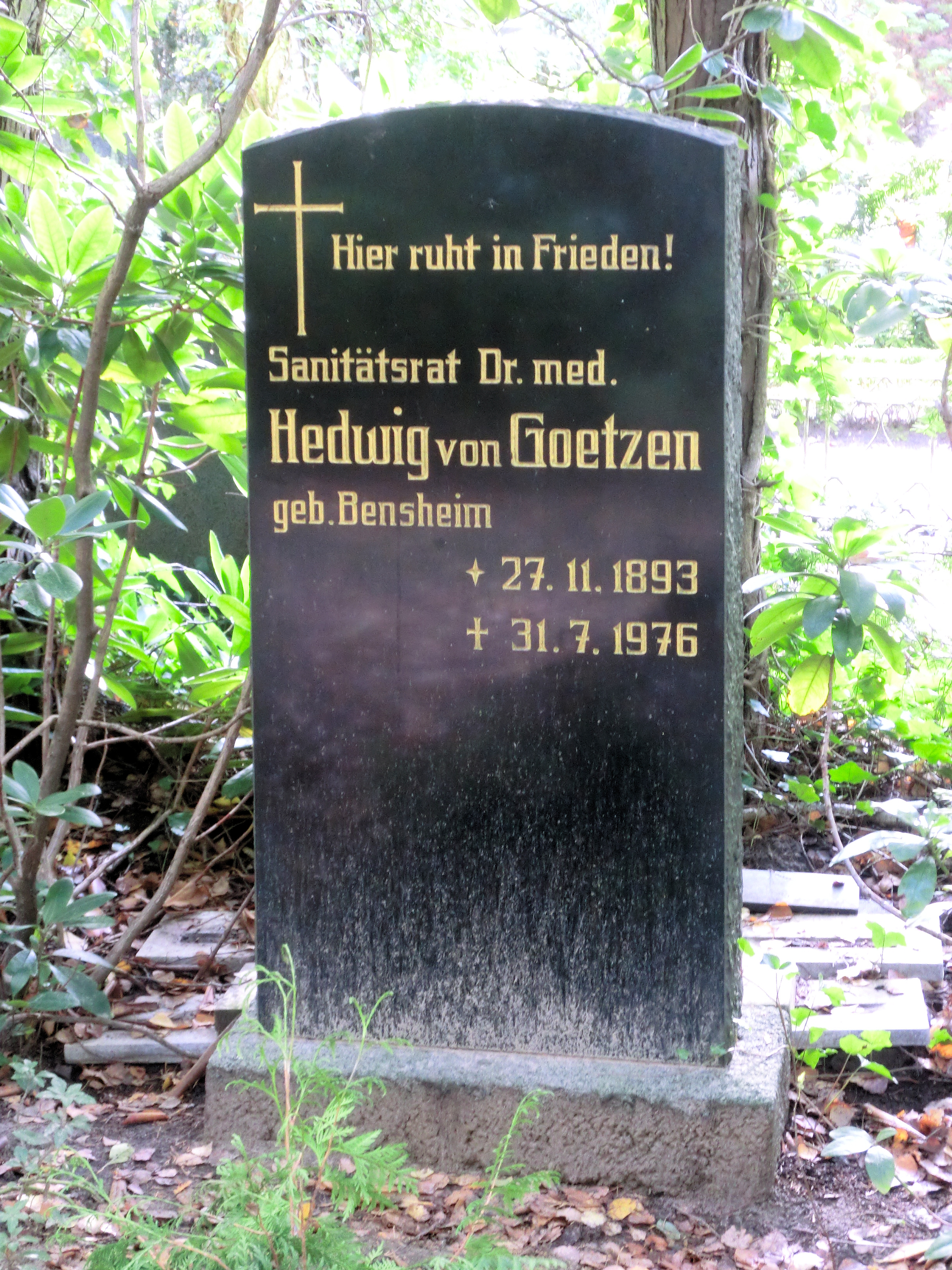
Grab H. v. Goetzens auf dem Neuen Friedhof in Rostock

Nach der Machtübernahme der Nazis 1933 wurde ihr Mann, der der Sozialdemokratie nahestand, entlassen. Die Pflegerinnenschule wurde 1934 geschlossen, da Marie Bloch selbst jüdischer Abstammung war. 1938 wurde Hedwig von Goetzen durch die Namensänderungsverordnung gezwungen, den Vornamen Sara zu führen, und bekam Berufsverbot. Ihr Mann wurde von der Rostocker Gestapo bedroht und aufgefordert, sich von seiner jüdischen Frau scheiden zu lassen. Dies hätte eine sofortige Deportation seiner Frau in ein Konzentrationslager bedeutet. Curt von Goetzen lehnte die Forderungen ab. Hedwig von Goetzen überlebte und konnte bereits 1945 wieder eine Praxis als Geburtshelferin und Frauenärztin im Gebäude der ehemaligen Pflegerinnenschule eröffnen.
Hedwig von Goetzen praktizierte bis zum 80. Lebensjahr.

## Ehrungen
Hedwig von Goetzen wurde in der DDR mit den Titeln „Sanitätsrat“ und „Verdiente Ärztin des Volkes“ ausgezeichnet. In Rostock trägt eine Straße ihren Namen.